# Newton (Texas)
Pour les articles homonymes, voir Newton.
La ville américaine de Newton est le siège du comté de Newton, dans l’État du Texas. Lors du recensement de 2000, elle comptait 2 459 habitants.

## Source
- (en) Cet article est partiellement ou en totalité issu de l’article de Wikipédia en anglais intitulé « Newton, Texas » (voir la liste des auteurs).